# Dan Rosen
Dan Rosen, né le 11 novembre 1961, est un scénariste et réalisateur américain.
Dan Rosen est connu pour ses films L'Ultime Souper, qu'il a écrit, ou Freeloader et The Curve, qu'il a co-écrit et réalisé.
En 2012, il a rejoint l'équipe de la sitcom The First Familly, passant de scénariste à producteur exécutif pendant l'existence de la série, et écrivant quatre épisodes dont le final de la première saison.